# Alojz Ipavec
Alojz Ipavec, slovenski zdravnik in skladatelj, * 20. maj 1815, Šentjur, † 1849, Györ, Madžarska.
Alojz Ipavec, po nekaterih virih tudi Lojze Ipavic, se je rodil kot najstarejši sin Francu in Katarini Ipavec ter postal po družinski tradiciji zdravnik. Latinske šole je končal v Celju, študij medicine na Dunaju, domnevajo pa, da je študiral tudi v Gradcu. Služboval je kot vojaški nadzdravnik v Györu na Madžarskem. Leta 1849 je zbolel za tifusom ter v hudi vročici skočil skozi okno in se ubil.

## Skladateljsko delo
Alojz je že kmalu pokazal izjemno muzikalnost; kar je mati enkrat zaigrala na klavirju, si je brez težav zapomnil. Njegov prvi napev Škerjanček je izšel skupaj s pesmimi njegovih bratov v »Pesmarici za kratek čas«. Pesmi je pisal v zgodnjeromantičnem slogu, kar še posebej velja za njegove tehnično zahtevna klavirske skladbe. Njegovi najbolj znani klavirski skladbi sta Fantazija v obliki poloneze in Žalna koračnica (Trauermarsch). Romantični slog je bil v njegovem času aktualen v evropskem prostoru; žal pa je svoje samospeve komponiral na nemške in ne na slovenske pesmi. Svoje domoljubje je vendarle izkazal z naslovom valčka Heimaths-Klänge (Zvoki domovine). Prav tako se je pod svoja dela podpisoval s slovenskim priimkom Ipavec, medtem ko na Dunaju natisnjene kompozicije avtorja predstavljajo s priimkom Ipavitz.